# NGC 5938
NGC 5938 (другие обозначения — ESO 99-7, AM 1531-664, IRAS15317-6641, PGC 55582) — галактика в созвездии Южный Треугольник.
Этот объект входит в число перечисленных в оригинальной редакции «Нового общего каталога».